# Honda NSF250R
Honda NSF250R – motocykl prototypowy zaprojektowany przez Hondę, specjalnie dla najniższej kategorii MMŚ, Moto3, tam też bierze udział od 2012 roku.

## Historia powstania NSF250R
Stopniowa wymiana motocykli dwusuwowych na czterosuwowe we wszystkich kategoriach MMŚ, dotknęła również najniższej z nich tj. 125cm3, tam Honda przygotowała model NSF250R, który rywalizować miał z konstrukcjami KTM'a oraz Mahindry.
NSF250R był naturalnym następcą RS125R, starano się zachować wszystkie najlepsze cechy poprzednika, co dało się zauważyć po konstrukcji ramy, jednostki napędowej, hamulców i zawieszenia. Cylinder silnika przechylono 15 stopni do tyłu dla lepszego rozkładu masy, aby zmniejszyć tarcie spowodowane masą użyto tytanowych zaworów, zastosowano zaciski promieniowe.

### 2012

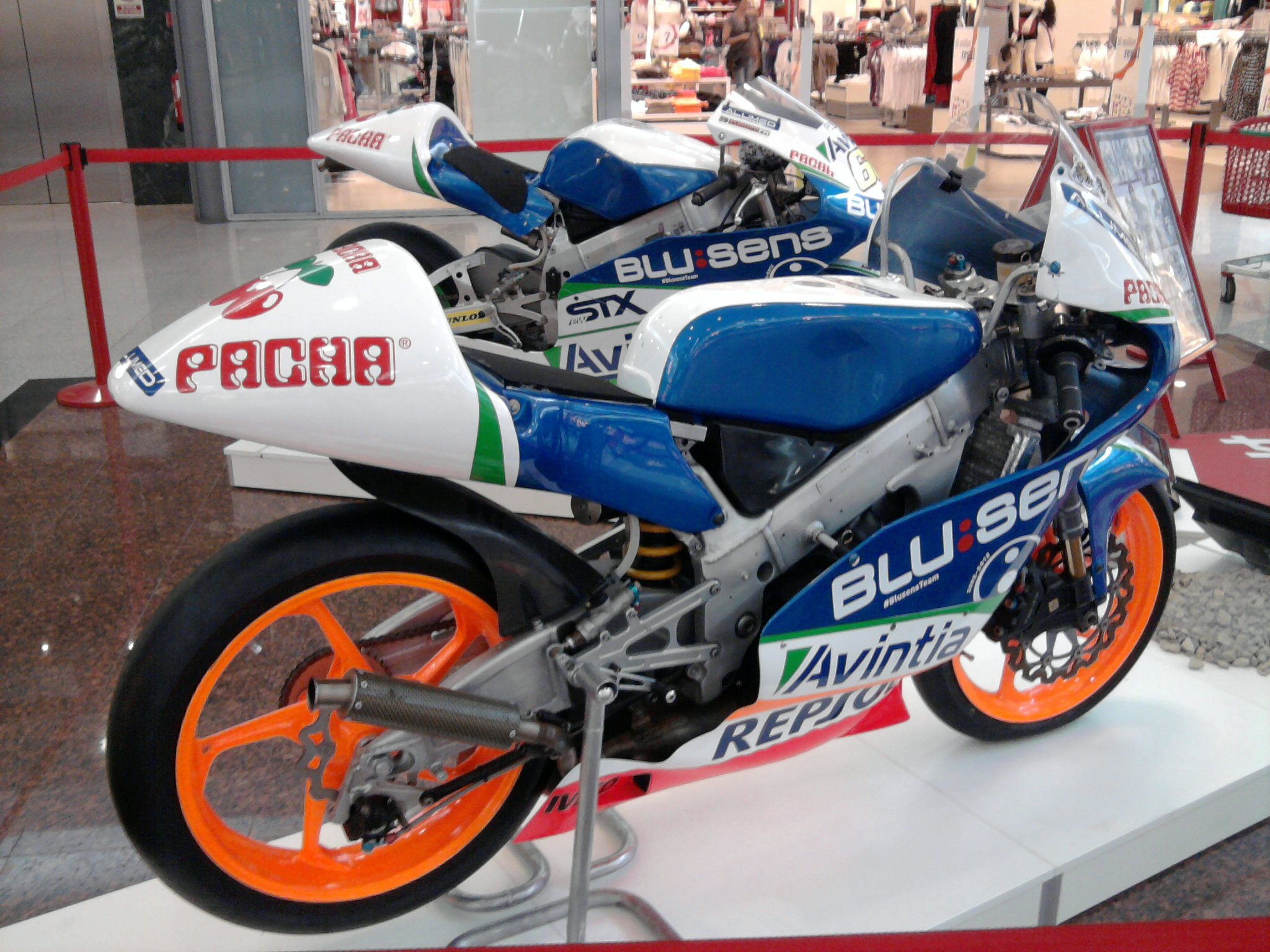
Blusens Avintia Honda NSF250R 2012

W debiucie z Hondy korzystało wiele zespołów, m.in.: Ambrogio Next Racing, JHK t-shirt Laglisse, Caretta Technology, Estrella Galicia 0,0, Racing Team Germany, Technomag-CIP-TSR, Ongetta-Centro Seta, Team Italia FMI, Moto FGR, San Carlo Gresini Moto3, Blusens Avintia. Sezon okazał się nieudany dla Japończyków, a jedynym zawodnikiem, który próbował przeciwstawić się dominacji Austriaków z KTM był Hiszpan, Maverick Viñales, zajął ostatecznie 3 miejsce, za Sandro Cortese (KTM RC250GP) oraz Luisem Salomem (KTM RC250GP).
Widząc świetną formę rywali i brak udoskonaleń ze strony Hondy, duża liczba ekip decydowała się na zamianę pakietu, wybierając sprawdzoną opcję, czyli KTM'a, zrobili tak m.in. team Fausto Gresiniego (z Hondy na KTM'a) czy Ambrogio Racing (z Suter/Honda na Mahindrę), spotkało się to z głośnym sprzeciwem ze strony Shuhei'ego Nakamoto, wiceprezesa firmy Honda Racing Corporation, stwierdził on, że KTM i Mahindra zawyżają koszta zakupu motocykli w klasie Moto3, podczas gdy z założenia miała to być oszczędna kategoria.

### 2013
Rok 2013 był kolejnym ciosem dla Hondy, najlepszy zawodnik na motocyklu NSF250R, Jack Miller, zajął dopiero 7 miejsce w klasyfikacji indywidualnej zawodników, pierwsze 6 lokat przypadło KTM, w tym tytuł mistrza dla Vinalesa. Coraz głośniej mówiono o planach Japończyków, jakoby mieli od 2014 wystawić całkowicie nowy, ulepszony model dotychczasowego MR03.

### 2014
Plotki okazały się prawdą, Honda przygotowała plan, który miał na celu zdetronizowanie KTM, udało się przekonać m.in. czołowy zespół Moto3, Estrella Galicia 0,0, do podpisania umowy z japońskim gigantem, a maszyny udostępniono za darmo, zawodnikami tej ekipy mieli zostać Álex Márquez oraz Álex Rins (wicemistrz Moto3 z 2013), HRC zapewniło też pełne wsparcie techniczne. Innymi ekipami korzystającymi z NSF250R były: Racing Team Germany oraz Ongetta, jednak tutaj Honda zdecydowała się na pobranie małej opłaty. 
Zmiany w nowym motocyklu dotyczyły chociażby średnicy cylindra, która poprzednio wynosiła 78mm, od tej pory było to 81mm, zmodyfikowano wydech (dwie rury wydechowe zamiast jednej, tak samo, jak u KTM'a).

## Specyfikacja NSF250R 2013
| Nazwa modelu                                                             | NSF250R                                                |
| Typ modelu                                                               | MR03                                                   |
| Całkowita długość x Całkowita szerokość x Całkowita wysokość (w metrach) | 1.809×0.560×1.037                                      |
| Rozstaw osi (w metrach)                                                  | 1.219                                                  |
| Prześwit (w metrach)                                                     | 0.107                                                  |
| Wysokość siedzenia (w metrach)                                           | 0.729                                                  |
| Kąt sworznia zwrotnicy                                                   | 22°36"                                                 |
| Masa własna                                                              | 84kg                                                   |
| Pojemność baku                                                           | 11 litrów                                              |
| Silnik                                                                   | czterosuwowy, jednocylindrowy DOHC, chłodzony cieczą   |
| Pojemność                                                                | 249.3cm3                                               |
| Średnica i skok tłoka                                                    | 78.0×52.2                                              |
| Moc maksymalna                                                           | 35.5/13,000                                            |
| Maksymalny moment obrotowy                                               | 28.0/10,500                                            |
| Rodzaj skrzyni biegów                                                    | Skrzynia przekładniowa                                 |
| Wtrysk paliwa                                                            | PGM-FI                                                 |
| Sprzęgło                                                                 | Wielotarczowe, mokre                                   |
| System smarowania                                                        | Sucha miska olejowa                                    |
| Rozmiar opon                                                             | Przód: 90/580R17, Tył: 120/600R17                      |
| Rozmiar felg                                                             | Przód: 2.50-17, Tył: 3.50-17                           |
| Hamulce                                                                  | Przód: dysk hydrauliczny Tył: dysk hydrauliczny        |
| Zawieszenie                                                              | Przód: teleskopowe odwrócone Tył: amortyzator Pro-link |
| Rama                                                                     | Aluminiowa                                             |